# Municipio de Fondulac
El municipio de Fondulac (en inglés: Fondulac Township) es un municipio ubicado en el condado de Tazewell en el estado estadounidense de Illinois. En el año 2010 tenía una población de 13381 habitantes y una densidad poblacional de 241,42 personas por km².

## Geografía
El municipio de Fondulac se encuentra ubicado en las coordenadas 40°42′5″N 89°32′16″O / 40.70139, -89.53778. Según la Oficina del Censo de los Estados Unidos, el municipio tiene una superficie total de 55.43 km², de la cual 45.85 km² corresponden a tierra firme y (17.28%) 9.58 km² es agua.

## Demografía
Según el censo de 2010, había 13381 personas residiendo en el municipio de Fondulac. La densidad de población era de 241,42 hab./km². De los 13381 habitantes, el municipio de Fondulac estaba compuesto por el 95.22% blancos, el 0.99% eran afroamericanos, el 0.37% eran amerindios, el 1.02% eran asiáticos, el 0.05% eran isleños del Pacífico, el 0.54% eran de otras razas y el 1.8% pertenecían a dos o más razas. Del total de la población el 2.27% eran hispanos o latinos de cualquier raza.